# Teófilo Cruz
Teófilo Cruz, (Santurce, Puerto Rico , 8 de enero de 1942-Trujillo Alto, Puerto Rico, 30 de agosto de 2005) fue un jugador puertorriqueño de baloncesto. 

## Participaciones en competiciones internacionales
Ha participado en cinco Juegos Olímpicos.
Participó en los siguientes juegos olímpicos:
- Roma 1960 13/16
- Tokio 1964 4/16
- México 1968 9/16
- Múnich 1972 6/16
- Montreal 1976 9/12